# Jan Wirén
Jan Einar August Wirén, född 17 april 1935 i Filipstad, död 18 maj 2022 i Simrishamn, var en svensk läkare, kåsör, tecknare, spexare och amatörskådespelare.

## Biografi
Wirén fick sin medicinska utbildning vid Lunds universitet och var under studietiden bland annat aktiv i medicinarnas Toddyspex där han exempelvis gjorde titelrollen i uruppsättningen av Toddyspexet Al Capone. Han var också ledamot av kommittén för Lundakarnevalen 1962. Även långt efter studietiden har Wirén haft ett fortsatt engagemang i den studentikosa och spexikava världen, bland annat som praeses i Uarda-akademien och ledamot av Nasoteket (avbildad som näsa nr 4) inom Akademiska Föreningen i Lund. Han verkade även som kåsör och skämttecknare (bland annat i Kristianstadsbladet och Österlenmagasinet) samt som bildkonstnär. En del av sina humoristiska texter har han samlat och givit ut i bokform (se bibliografi). Han har också haft småroller i flera av Hans Alfredsons och Tage Danielssons filmer. I Falsk som vatten spelar han till exempel just läkare.
Jan Wirén avled den 18 maj 2022 i Simrishamn.
Han var far till scenografen Rickard Wirén.

## Filmografi
- 1962 - Men Hur? (karnevalsfilm)
- 1971 - Äppelkriget
- 1975 - Ägget är löst!
- 1982 - Den enfaldige mördaren
- 1985 - P & B
- 1985 - Falsk som vatten
- 1986 - På villande hav
- 1987 - Jim och piraterna Blom
- 1988 - Vargens tid
- 1996 - Älvakungen dyker upp

## Teater
| År   | Roll          | Produktion                                          | Regi           | Teater         |
| ---- | ------------- | --------------------------------------------------- | -------------- | -------------- |
| 1991 | Sixten Sparre | Sixten och Elvira Lars-Åke von Vultée och Jan Wirén | Hans Alfredson | Cirkus Olympia |

## Fotnoter
1. ↑  Enligt uppgifter i Svenska Filminstitutets databas skall Wirén även ha verkat som pressfotograf. Detta kan möjligen komma sig av det faktum att han spelade fotograf i filmen Den enfaldige mördaren. Det kan även vara en förväxling med en annan person med samma namn.
2. ↑  ”Till minne: Jan Wirén”. Ystads Allehanda. 31 maj 2022. https://www.ystadsallehanda.se/familj/till-minne-jan-wiren-165417a7/. Läst 14 januari 2023.
3. ↑  Tove Ellefsen (7 juli 1991). ”Lycklig röra av cirkus och tragisk skillingvisa”. Dagens Nyheter:  s. B4. https://arkivet.dn.se/tidning/1991-07-07/181/32. Läst 11 maj 2024.